# Sobór św. Aleksandra Newskiego w Łodzi
Sobór św. Aleksandra Newskiego – sobór prawosławny w Łodzi, katedra diecezji łódzko-poznańskiej Polskiego Autokefalicznego Kościoła Prawosławnego oraz siedziba miejscowej parafii (w dekanacie Łódź). Mieści się przy ulicy Jana Kilińskiego 56, w sąsiedztwie parku im. Stanisława Moniuszki i stacji kolejowej Łódź Fabryczna.
Parafialną cerkiew wzniesiono w latach 1880–1884 z inicjatywy komitetu utworzonego przez największych łódzkich fabrykantów, którzy poprzez budowę prawosławnego obiektu sakralnego zamierzali dowieść swojej lojalności wobec władz carskich. Świątynię zaprojektował Hilary Majewski. Cerkiew została wyświęcona w 1884 przez arcybiskupa chełmskiego i warszawskiego Leoncjusza. Była nieprzerwanie czynna także podczas I wojny światowej, gdy miasto opuścili rosyjscy urzędnicy i żołnierze. W dwudziestoleciu międzywojennym, w odróżnieniu od wielu innych świątyń wzniesionych w Królestwie Polskim na potrzeby Rosjan, nie została zrewindykowana na rzecz Kościoła katolickiego ani rozebrana, co zwykle tłumaczy się okolicznościami jej budowy – została ufundowana przez zamożnych, szanowanych obywateli Łodzi. W 1951, w związku z utworzeniem diecezji łódzko-poznańskiej, świątynia otrzymała rangę soboru katedralnego.
We wnętrzu budynku zachowało się oryginalne dziewiętnastowieczne wyposażenie z trzyrzędowym ikonostasem.

## Historia

### Okoliczności powstania i budowa
Pierwsze rodziny wyznania prawosławnego pojawiły się w Łodzi w latach 50. XIX wieku; byli to wyłącznie Rosjanie. Początkowo ich liczba była nieznaczna, dopiero po powstaniu styczniowym i zaostrzeniu polityki rusyfikacyjnej zaczęła rosnąć. W końcu XIX wieku prawosławni stanowili ok. 1–2% mieszkańców Łodzi (różnica wynika z wliczenia do ogólnej liczby żołnierzy rosyjskich stacjonujących w mieście), tj. około 7 tys. mieszkańców. Niewielka liczebnie społeczność dla celów religijnych korzystała z wynajętego pomieszczenia w prywatnym domu, filii parafii Wszystkich Świętych w Piotrkowie, i nie zabiegała o budowę obiektu wolno stojącego. Osobną cerkiew domową w mieszkaniu emerytowanego wojskowego Andriejewa, położonym przy ulicy Nawrot, posiadali żołnierze 37 Jekaterynburskiego Pułku Piechoty.
Inicjatorem budowy cerkwi prawosławnej w Łodzi był gubernator piotrkowski Iwan Kachanow. Początkowo jednak jego apel o wzniesienie w Łodzi wolno stojącej świątyni prawosławnej nie przyniósł efektów. Władze miasta nie zaakceptowały koncepcji budowy cerkwi w pobliżu Nowego Rynku (ob. placu Wolności), proponując, by zbudowano ją na terenie parku przy ulicy Widzewskiej (obecnie ulica Kilińskiego), obok dworca kolejowego. Była to lokalizacja prestiżowa, jednak posiadała istotną wadę, którą była podmokłość gruntów. Jednocześnie była to działka należąca do miasta, co oznaczało, że wszelkie remonty obiektu będą odbywały się na jego koszt. 24 maja 1877 Kachanow zwrócił się do prezydenta Łodzi Maurycego Taubworcla z żądaniem podjęcia konkretnych kroków na rzecz rozpoczęcia prac budowlanych. Architekt miejski Hilary Majewski sporządził wówczas projekt budynku, ale licząca ówcześnie trzysta osób społeczność prawosławna nie była w stanie pokryć kosztów prac. Również Świątobliwy Synod Rządzący nie zdecydował się na sfinansowanie inwestycji.
Inicjatywę budowy cerkwi w Łodzi podjęli ponownie miejscowi przedsiębiorcy, sami niebędący wyznawcami prawosławia. 6 kwietnia 1879 zawiązany został komitet budowy cerkwi, do którego weszli najwięksi łódzcy fabrykanci: Karol Scheibler, Juliusz Heinzel, Józef Paszkiewicz, Edward Herbst, Ludwik Meyer, Symon Heiman jr., Izrael Poznański, A. Tumski, Aleksander Chudziński i Karol Strenge, a także prezydent miasta Walerian Makowiecki. Z inicjatywy komitetu świątynia miała upamiętniać postać i uratowanie cara Aleksandra II z zamachu na jego życie dokonanego cztery dni wcześniej przez Aleksandra Sołowjowa przed Pałacem Zimowym. Fabrykanci mieli nadzieję, że wzniesienie obiektu sakralnego upamiętniającego takie wydarzenie pomoże im uzyskać poparcie władz dla ich własnych projektów inwestycyjnych i handlowych. Liczyli w szczególności na przeniesienie do Łodzi stolicy guberni piotrkowskiej i uzyskanie nowych kontraktów. Komitet wybrał na patrona budowanej cerkwi św. Aleksandra Newskiego – patrona Aleksandra II. Karol Scheibler przewodniczył komitetowi do śmierci w 1881, później na jego czele stanął Iwan Kachanow. W marcu 1880 projekt Majewskiego został zatwierdzony do realizacji. Już w trakcie prac do komitetu budowy dołączyli Herman Konstadt, Reinhold Finster i Ludwik Grohman, a także nowy prezydent Łodzi Władysław Pieńkowski.
Kosztorys budowy cerkwi opiewał na kwotę 69 tys. rubli. Największą część kosztów pokryła rodzina Scheiblerów (25 tys. rubli). 11 tys. rubli przekazał na budowę Juliusz Heinzel, a 10 tys. zięć Karola Scheiblera, Edward Herbst. Ponadto Heinzel opłacił prace stolarskie warte 7 tys. rubli, zaś Herbst zakupił wyposażenie cerkiewne za 5 tys. Izrael Poznański przekazał na budowę 8 tys., zaś Herman Konstadt 4,5 tys. rubli. Architekt Hilary Majewski pokrył koszt wykonania witraży w wysokości 1,5 tys. rubli. Prywatni darczyńcy, z których żaden nie był członkiem Kościoła prawosławnego, łącznie pokryli ponad 86% wszystkich kosztów związanych z budową.
8 maja 1880 ks. Konstantin Ryżkowski, proboszcz parafii Wszystkich Świętych w Piotrkowie Trybunalskim, poświęcił kamień węgielny. Prace budowlane prowadziła łódzka firma Roberta Nestlera. Konsekracja świątyni miała miejsce 29 maja 1884. Obiekt poświęcił arcybiskup chełmski i warszawski Leoncjusz w obecności gubernatorów warszawskiego Iosifa Hurki i piotrkowskiego Nikołaja Zinowjewa. Budynek mógł jednorazowo pomieścić 300 osób. Nie była to zatem duża świątynia, jednak korzystna lokalizacja na tle parku i rozplanowanie przestrzenne dodawały jej okazałości.
Plac wokół cerkwi został ogrodzony we wrześniu 1891. Budowę ogrodzenia sfinansował Izrael Poznański. Pierwotnie cerkiewny plac był znacznie większy niż obecnie.

### Cerkiew do 1918

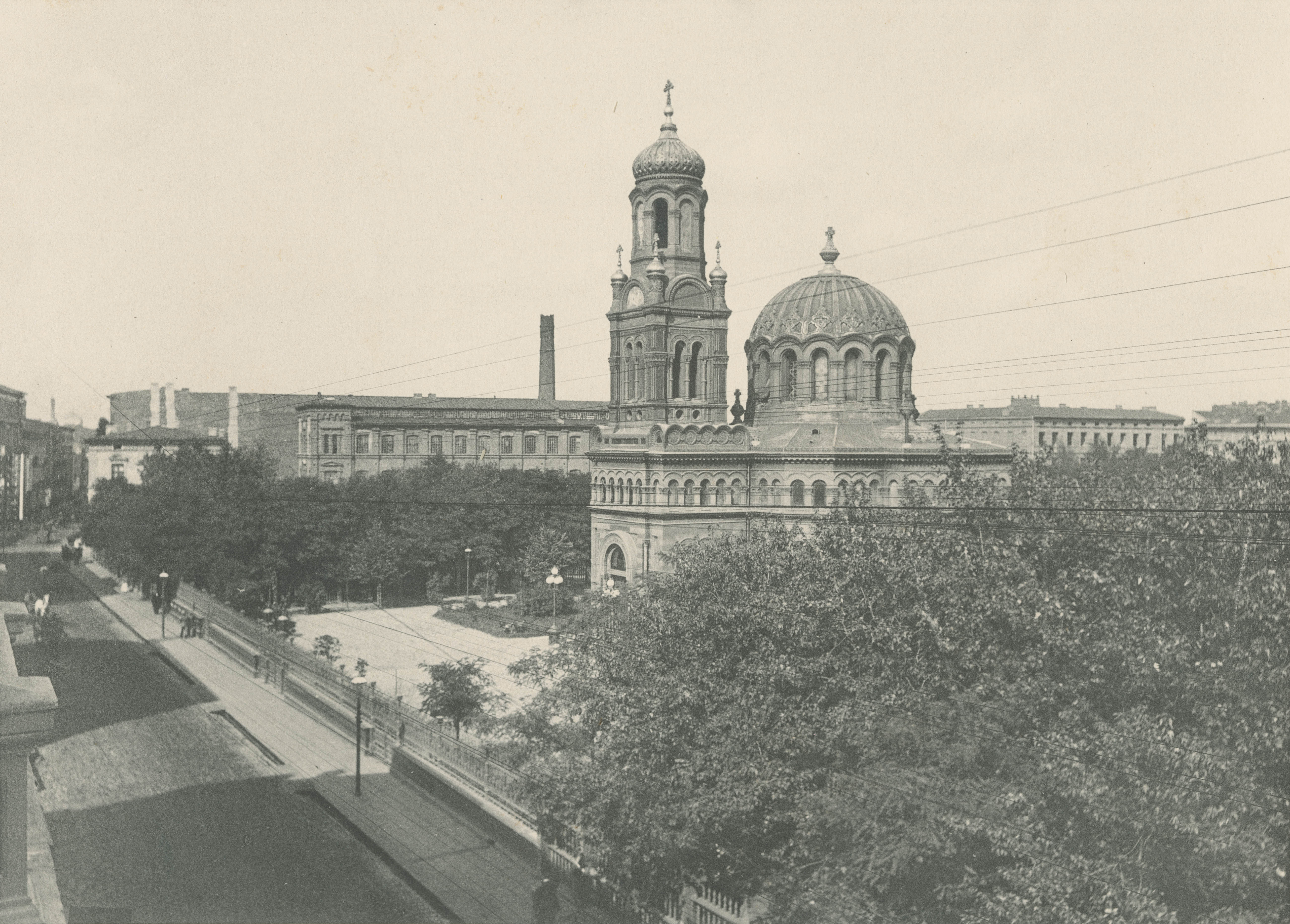
Sobór w 1896 na fotografii Bronisława Wilkoszewskiego

W roku oddania do użytku świątynia otrzymała w darze od cara Aleksandra III komplet srebrnych i pozłacanych naczyń liturgicznych.
Do 1906 liczba prawosławnych mieszkańców Łodzi ponownie wzrosła. Rosjanie tego wyznania stanowili w 1906 około 3% wszystkich mieszkańców miasta (10 tys. osób), co miało związek z napływem robotników pracujących przy rozbudowie linii kolejowej z Warszawy do Kalisza, jak również ze sprowadzeniem dodatkowych urzędników w okresie rewolucji 1905 roku. W kolejnych latach zauważalny był ponowny spadek liczby prawosławnych, którzy w 1911 ponownie stanowili około 1% mieszkańców Łodzi. Większość osób tego wyznania wyjechała z miasta podczas ewakuacji rosyjskich urzędników w 1915, przez co w 1918 udział prawosławnych w populacji Łodzi wynosił 0,4%. W mieście pozostał natomiast do 1917 proboszcz parafii św. Aleksandra Newskiego ks. Antoni Rudlewski. Po skierowaniu go do pracy duszpasterskiej w Warszawie jego obowiązki przejął ks. Teodor Walikowski. Oznaczało to, że przez cały okres I wojny światowej świątynia pozostawała czynna i nie poniosła strat materialnych. Dzięki ks. Rudlewskiemu dzwon z cerkwi św. Aleksandra Newskiego, o wadze blisko dwóch ton, nie został zarekwirowany przez wojsko niemieckie.

### Cerkiew w okresie międzywojennym

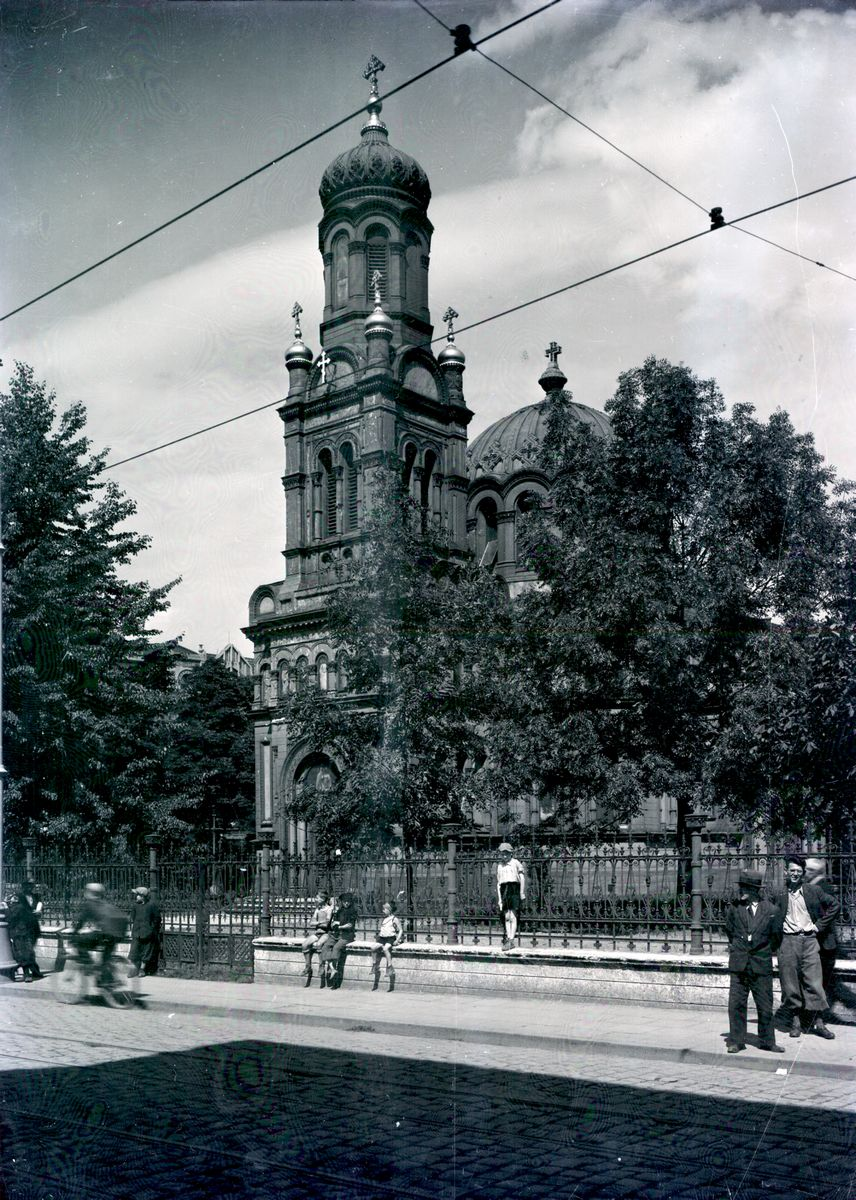
Sobór przed 1941 na fotografii Włodzimierza Pfeiffera

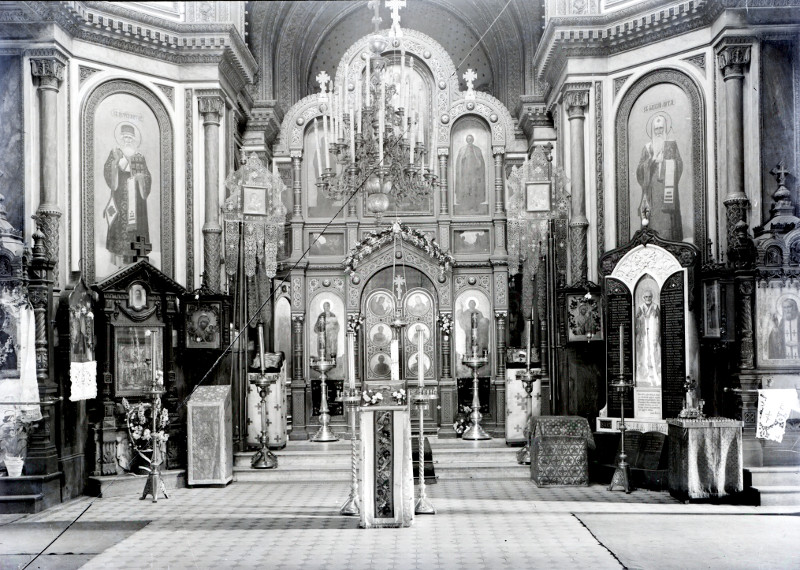
Wnętrze świątyni przed 1940

W okresie międzywojennym liczba prawosławnych w Łodzi ponownie wzrosła, na co miały wpływ powroty niektórych rodzin rosyjskich do miasta oraz osiedlanie się w nim Ukraińców i Białorusinów. Osiadła tam również grupa białych emigrantów rosyjskich, brakuje jednak danych określających jej liczebność. W 1927 w Łodzi mieszkało 3 tys. wyznawców prawosławia, zaś w 1937 blisko 11 tys. (według kwestionowanych danych Ministerstwa Pracy i Opieki Społecznej), co czyniło z miasta największe skupisko prawosławnych w regionie.
W odrodzonym państwie polskim cerkiew św. Aleksandra Newskiego stała się oficjalnie siedzibą parafii w 1920. Mieli uczęszczać do niej nie tylko wierni z miasta i powiatu Łódź, ale i z obszarów powiatów kaliskiego, kolskiego, konińskiego, łaskiego, łęczyckiego, sieradzkiego, słupeckiego, tureckiego i wieluńskiego. W pierwszych latach powojennych, podczas rewindykacji cerkwi prawosławnych, gdy wiele świątyń wzniesionych z inicjatywy władz carskich zostało rozebranych, cerkiew św. Aleksandra Newskiego nigdy nie była przeznaczona do zamknięcia i likwidacji. Analogiczne magistrat łódzki nigdy nie rozważał zniszczenia cerkwi św. Olgi i cmentarnej cerkwi Zaśnięcia Matki Bożej. W literaturze domniemywano, że przetrwaniu świątyni sprzyjał fakt, że w jej budowę zaangażowały się znane postacie związane z Łodzią, nie tylko przedstawiciele carskich władz. Być może jednak decyzję o zachowaniu świątyni podjęto z pobudek pragmatycznych (w Ministerstwie Wyznań Religijnych i Oświecenia Publicznego lub na szczeblu władz miejskich), uznając, że prawosławna parafia w Łodzi realnie potrzebowała tego obiektu sakralnego.
W okresie międzywojennym władze miasta kilkakrotnie dofinansowały remonty w cerkwi. W latach 1928–1929 budynek przeszedł kapitalną renowację, podczas której odnowiono jego elewację i wieżę oraz naprawiono dach. W 1936 ponownie odnowiono elewację obiektu. W tym samym roku działka razem z cerkwią przeszła na własność Polskiego Autokefalicznego Kościoła Prawosławnego przez zasiedzenie.

### II wojna światowa i okres powojenny
Podczas II wojny światowej prawosławne duchowieństwo służące w soborze św. Aleksandra Newskiego wydawało łódzkim Żydom fałszywe metryki chrztu. Niemcy domagali się od parafii wydania dzwonów cerkiewnych w celu przetopienia, jednak proboszcz ks. Stefan Rudyk ukrył je, zamurowując na dzwonnicy. Po wyzwoleniu Łodzi spod okupacji dzwony przywrócono do użytku liturgicznego.
W 1951 świątynia uzyskała rangę soboru, zostając równocześnie katedrą diecezji łódzko-poznańskiej. Liczba prawosławnych w Łodzi po II wojnie światowej ponownie spadła na skutek prześladowań, jakim NKWD poddało białych emigrantów rosyjskich. W 1951 do parafii należało 3 tys. wiernych. W końcu lat 60. i na początku lat 70. XX wieku liczbę uczęszczających do niej wiernych oszacowano na 2500 osób, z czego jedynie 600 realnie praktykujących. W latach 60., w związku z poszerzeniem ulicy przebiegającej przed elewacją świątyni, parafii odebrano plac przycerkiewny i budynek znalazł się w niemal bezpośrednim sąsiedztwie drogi. 
Świątynię wpisano do rejestru zabytków 20 stycznia 1971 pod nr A/117.
Na początku XXI wieku obiekt został gruntownie wyremontowany, odzyskując wygląd zewnętrzny z pierwszych lat po ukończeniu budowy.
W sierpniu 2014 przez dwa dni w soborze wystawione były dla kultu relikwie św. Marii Magdaleny przywiezione przez mnichów z Athosu.

## Architektura

### Bryła budynku

Sobór św. Aleksandra Newskiego na tle parku im. Stanisława Moniuszki w sąsiedztwie budowy nowego dworca Fabrycznego (2014)

Cerkiew św. Aleksandra Newskiego w Łodzi jest jedną z najoryginalniejszych pod względem architektonicznym świątyń prawosławnych zbudowanych w Królestwie Kongresowym.
Cerkiew została zbudowana w stylu rosyjsko-bizantyjskim, z wyraźnymi nawiązaniami do stylu romańskiego, na planie ośmiokąta, z obejściem biegnącym dookoła oraz wyodrębnioną częścią centralną, nad którą na bębnie wznosi się główna kopuła, wsparta na czterech filarach. Jest ona orientowana, trójdzielna. Położony od zachodu przedsionek został zbudowany na planie kwadratu. Nad nim umieszczono wieżę zwieńczoną cebulastym hełmem. Elewacje obiektu ozdobiono rzędami niewielkich arkad. Rytmicznie rozmieszczono półkoliste otwory okienne zdobione są niewielkimi kolumienkami, których kapitele ozdobiono motywami floralnymi. Bogata kolorystyka bryły budynku stanowiła, podobnie jak wymienione ornamenty, nawiązanie do tradycji wschodniosłowiańskiego budownictwa sakralnego. Elementy dachu świątyni są złocone.
Na elewacjach rozmieszczono dziesięć kompozycji malarskich, w tym postać św. Aleksandra Newskiego, usytuowaną na dzwonnicy. Przysadzista wieża zakończona jest dachem i pięcioma wieżyczkami (od strony zachodniej), od środka polichromowana i zdobiona bogatą sztukaterią. W cerkwi umieszczono witrażowe okna. Nad kruchtą soboru znajduje się empora z chórem muzycznym.
Na dzwonnicy zawieszonych jest osiem dzwonów.

### Wystrój wnętrza

#### Ikonostas

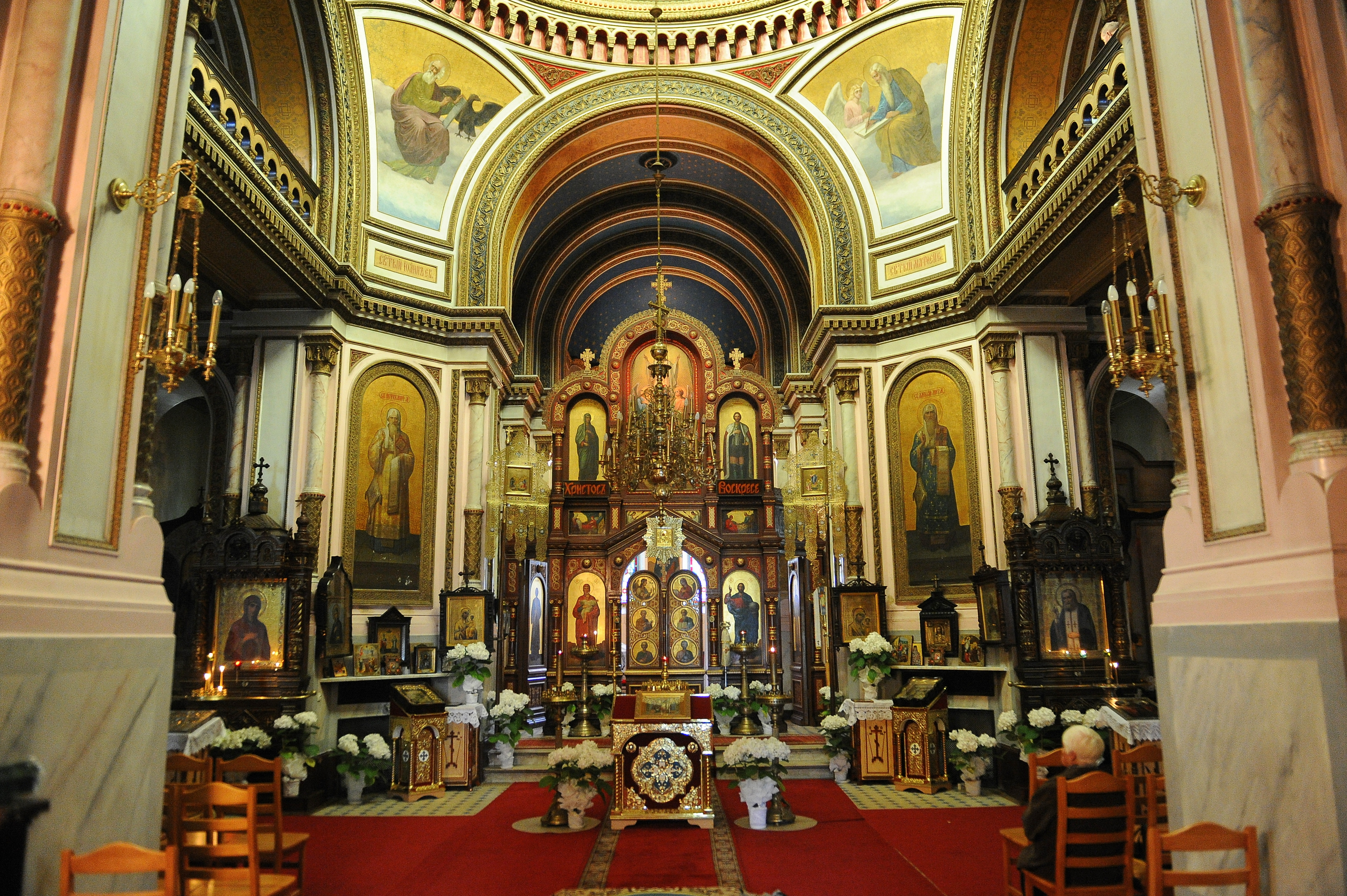
Wnętrze soboru

Głównym elementem wystroju wnętrza soboru jest trzyrzędowy dębowy ikonostas z dwoma drzwiami diakońskimi i królewskimi wrotami. Wykonał go Włoch Camillo w Petersburgu, z fundacji Izraela Poznańskiego.
Centralnym elementem ikonostasu są carskie wrota z sześcioma ikonami w kształcie medalionów, na których ukazano czterech ewangelistów oraz bohaterów sceny Zwiastowania (archanioła Gabriela i Maryję). Po lewej stronie carskich wrót znajduje się ikona Matki Bożej, po prawej – Chrystusa Pantokratora. Na drzwiach diakońskich umieszczono natomiast odpowiednio wizerunki świętego mnicha Laurentego Komelskiego i św. Szczepana. Bezpośrednio nad carskimi wrotami znajduje się kopia Poczajowskiej Ikony Matki Bożej, nieco wyżej – ikona Ostatniej Wieczerzy. W drugim rzędzie ikonostasu znajdują się ikony świąteczne, trzeci natomiast tworzą wizerunki św. Aleksandra Newskiego i św. Marii Magdaleny oraz wyobrażenie Zmartwychwstania.

#### Freski

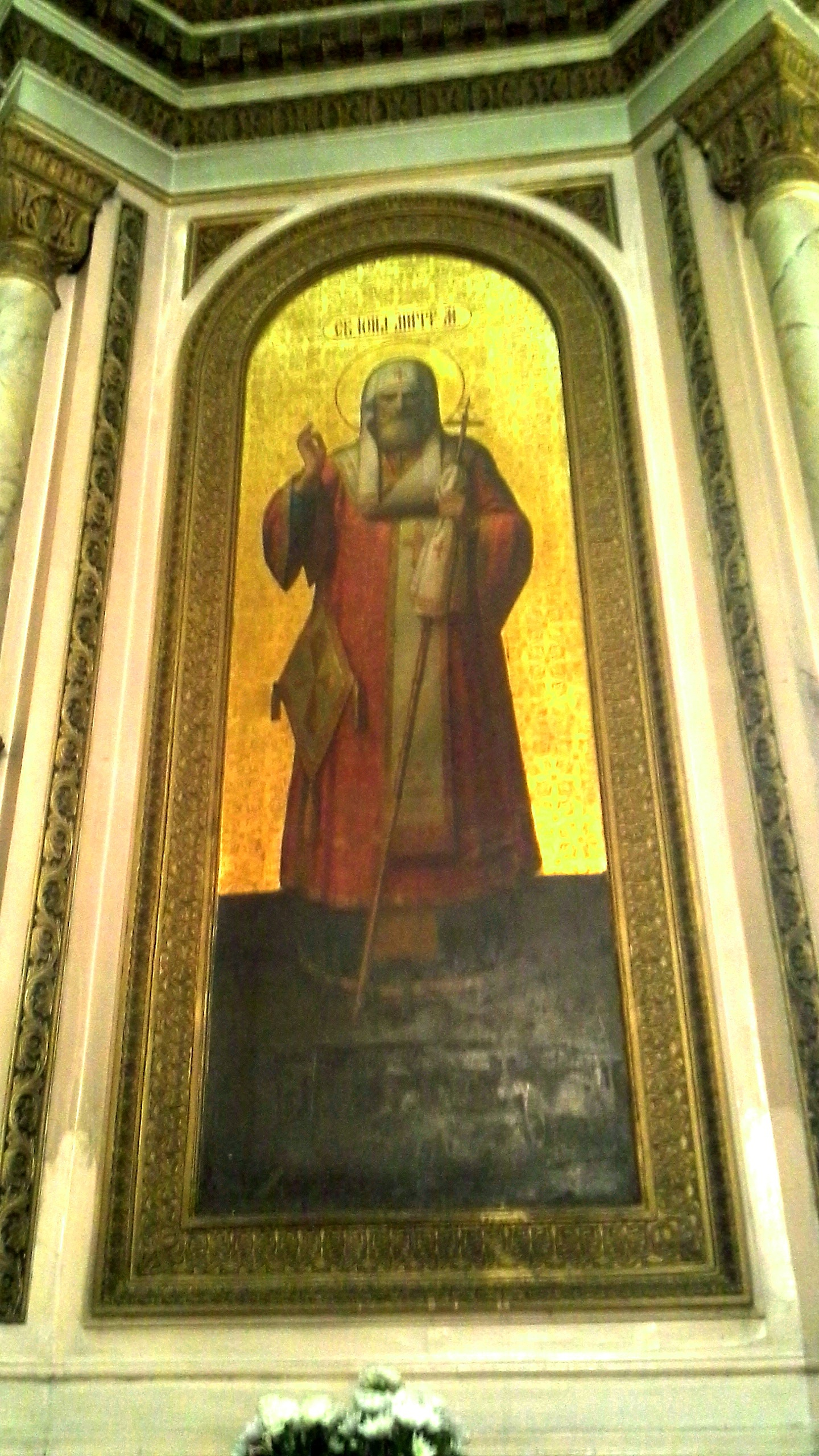
Fresk z postacią św. Jonasza Moskiewskiego

Główna kopuła cerkwi od wewnątrz pomalowana jest na błękitno, tworząc obraz gwiaździstego nieba. W czterech żaglach poniżej kopuły umieszczono wizerunki czterech ewangelistów. Jeszcze niżej, na filarach podtrzymujących konstrukcję, znajdują się postacie czterech świętych metropolitów moskiewskich – Aleksego, Piotra, Jonasza i Filipa. W portal zdobiący główne wejście do soboru wkomponowana jest ikona Chrystusa niosącego krzyż. Nad wejściami bocznymi od strony północnej i południowej umieszczono natomiast sceny Zdjęcia z krzyża oraz Złożenia do grobu.
W pomieszczeniu ołtarzowym soboru znajduje się natomiast wyobrażenie Deesis – postacie Jezusa Chrystusa, Matki Bożej i Jana Chrzciciela namalowane w przestrzeniach między oknami.

#### Pozostałe elementy wyposażenia

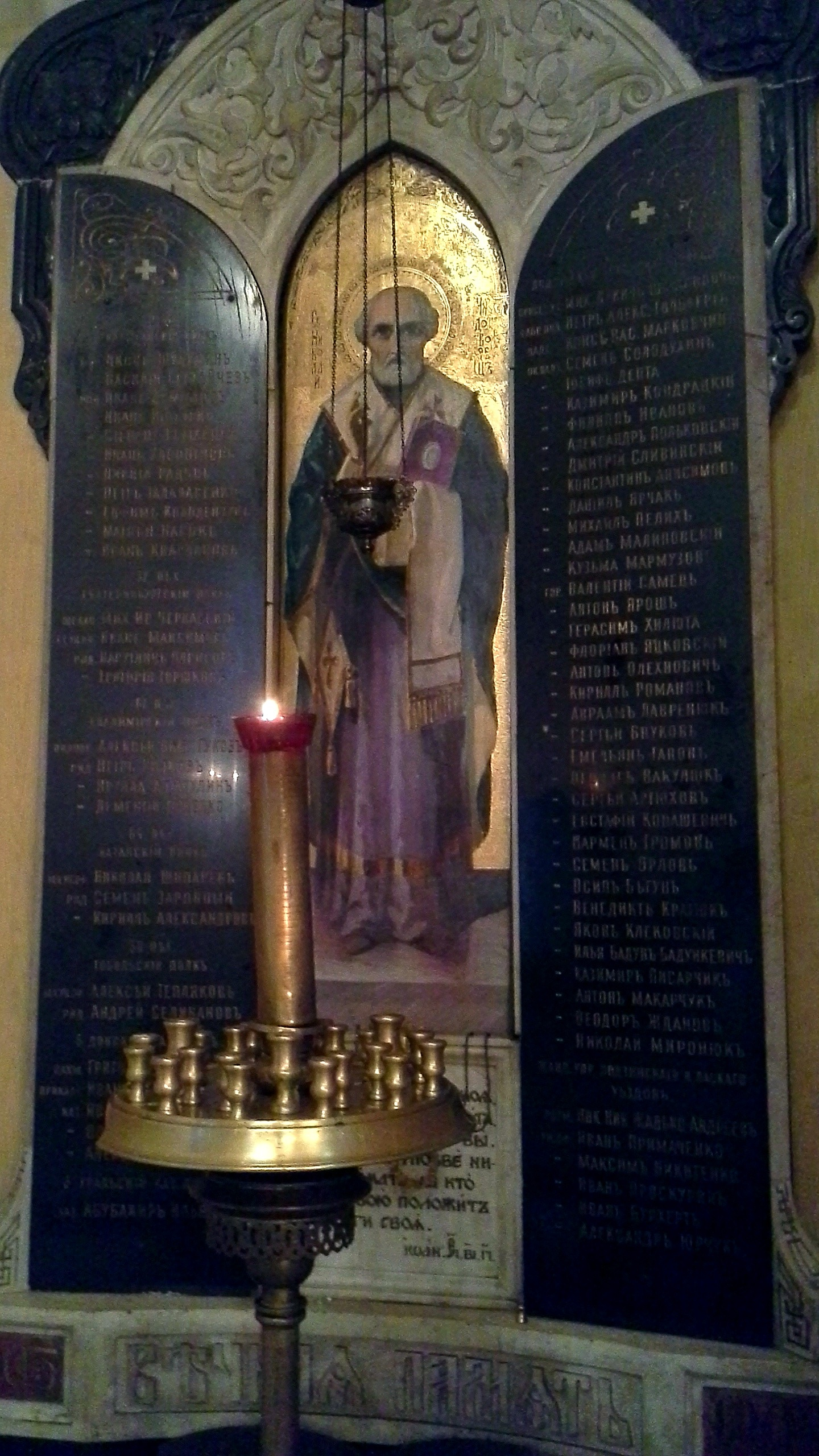
Ikona św. Mikołaja oraz tablice z nazwiskami żołnierzy, policjantów, żandarmów poległych podczas tłumienia powstania łódzkiego i innych wystąpień do 1909

Po lewej stronie od ikonostasu, po dwóch stronach ikony św. Mikołaja, zawieszono tablice pamiątkowe poświęcone policjantom i żołnierzom, którzy zginęli, tłumiąc wystąpienia rewolucyjne w Łodzi w 1905 oraz latach następnych.
Na prawym filarze przy wejściu do soboru znajduje się tablica upamiętniająca fundatorów świątyni i osoby prowadzące jej budowę.
Niemal wszystkie ikony znajdujące się w świątyni powstały w pracowni Wasilija Wasiljewa w Petersburgu. Na wyposażeniu obiektu, obok elementów wykonanych bezpośrednio na jego potrzeby, znajdują się również krzyże procesyjne z XVII–XVIII wieku, ikony z tego okresu oraz nowsze wizerunki stanowiące dary wiernych. W nawie głównej soboru znajdują się m.in. różne ikony Matki Bożej (m.in. Kazańska Ikona Matki Bożej oraz Ikona Matki Bożej „Miłująca”), Chrystusa, św. Włodzimierza, św. Mikołaja, św. Pantelejmona, św. Grzegorza Teologa, św. Konstantyna i św. Heleny, św. Serafina z Sarowa.